# AMC Rebel
La Rebel è un'autovettura mid-size prodotta dalla AMC dal 1968 al 1970. Fino al 1967 il modello era conosciuto come Rambler Rebel. Venne sostituita nel 1971 dalla AMC Matador

## Storia

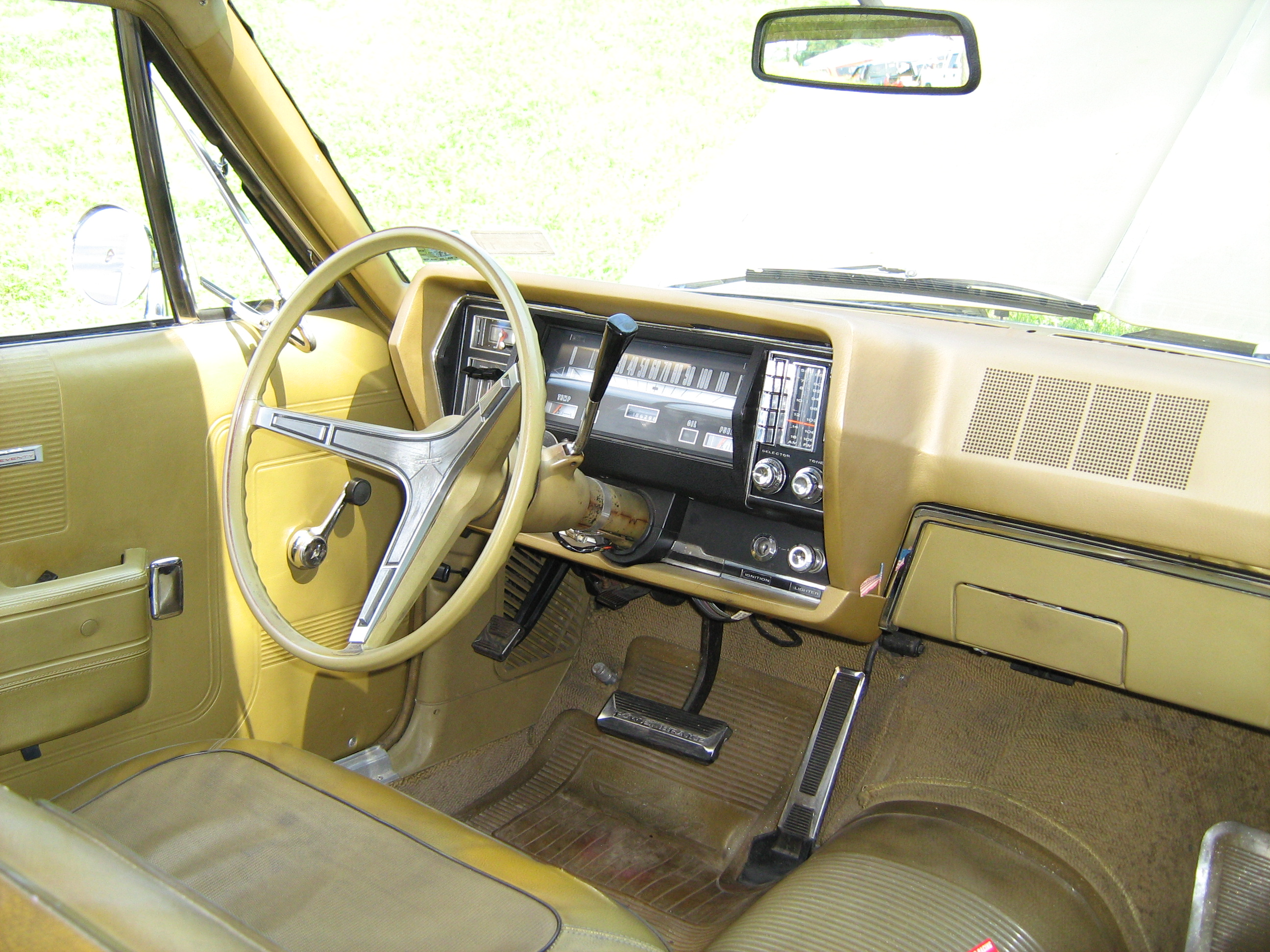
Gli interni di una AMC Rebel 770 familiare del 1968

La Rebel era basata sul pianale della full-size Ambassador e venne prodotta a Kenosha, nel Wisconsin, ed a Brampton, in Canada. Il modello fu anche assemblato su licenza in Europa, Australia, Nuova Zelanda e Messico tramite il sistema del complete knock down. In questi - e altri mercati - la Rebel continuò ad essere venduta come Rambler Rebel. Le eccezioni furono il Messico, dove venne commercializzata come Rambler Classic, e l'Europa, dove il modello era venduto come Rambler-Renault Rebel.
Rispetto alla Rambler Rebel, la AMC Rebel incorporò diverse modifiche che erano collegate a nuove norme di sicurezza federali. Ad esempio furono installate nuove cinture di sicurezza che proteggevano anche le spalle, poggiatesta per i passeggeri anteriori ed una maggiore imbottitura per alcune parti degli interni. Rispetto alla Rambler Rebel, il modello aveva una calandra e dei fanali posteriori rivisti oltre che un allestimento aggiornato.
La Rebel era disponibile in versione berlina quattro porte, cabriolet due porte, hardtop due porte e familiare quattro porte. La familiare era denominata Cross Country. Le Rebel erano offerte in versione 550, che era quella base, 770 e SST, che era invece quella al top di gamma. Quest'ultima era offerta solo sulla versione hard-top. Gli allestimenti 550 e 770 furono tolti dai listini nel 1969 insieme alla versione cabriolet. Nel 1969 e nel 1970 il modello fu oggetto di cambiamenti nell'estetica e negli allestimenti. La familiare era disponibile nelle versioni speciali Mariner, Briarcliff e Westerner, mentre la hardtop fu realizzata anche nella versione Raider. La versione speciale più famosa fu la The Machine. Apparteneva alla categoria della muscle car ed era pertanto caratterizzata da prestazioni brillanti.  La The Machine fu realizzata solo nel 1970 sulla scia del successo della SC/Rambler. Nel periodo in cui fu commercializzata, la Rebel fu uno dei modelli AMC che ebbe volumi di vendita più elevati.

## Caratteristiche tecniche
Il motore era installato anteriormente, mentre la trazione era posteriore. Erano disponibili i seguenti propulsori:
- sei cilindri in linea da 3,8 L di cilindrata erogante una potenza di 145 CV o 155 CV;
- sei cilindri in linea da 4,1 L erogante 170 CV (disponibile solo in Messico);
- V8 da 4,8 L erogante 220 CV (disponibile dal 1968 al 1969);
- V8 da 5 L erogante 210 CV (offerto solo nel 1970);
- V8 da 5,6 L erogante 235 CV o 280 CV (disponibile dal 1968 al 1969);
- V8 da 5,9 L erogante 245 CV o 290 CV (offerto solo nel 1970);
- V8 da 6,4 L erogante 315 CV o 325 CV (disponibile dal 1969 al 1970);
- V8 da 6,4 L erogante 340 CV (di serie sulla versione The Machine).

Il modello era generalmente disponibile con cambio a tre rapporti che poteva essere manuale oppure automatico (quello manuale era disponibile anche l'overdrive). Era anche offerta una trasmissione manuale a quattro rapporti. Le trasmissioni a tre rapporti erano anche disponibili con leva sulla consolle.